# Wu Li-hua

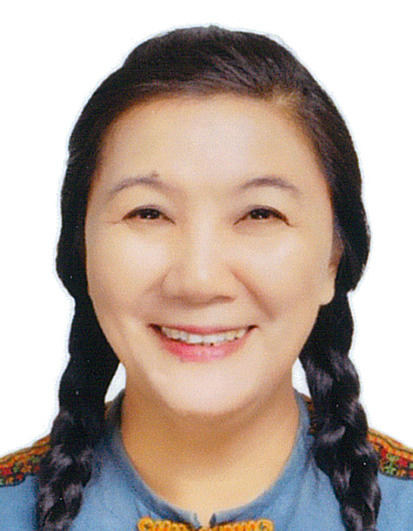
Wu Li-hua (21. Dezember 2019)

Wu Li-Hua (chinesisch 伍麗華, Rukai: Saidhai Tahovecahe; * 12. August 1969 in Maolin, Kaohsiung) ist eine Politikerin der Republik China (Taiwan) der Demokratischen Fortschrittspartei DPP (Democratic Progressive Party), die seit 2020 Mitglied des Legislativ-Yuan ist und damit die erste Abgeordnete der DDP, die den Wahlkreis Highland Aborigine vertritt.

## Leben
Wu Li-Hua, Tochter eines Festlandchinesen (Waishengren) und einer aus dem Rukai-Volk stammenden Mutter, absolvierte nach dem Schulbesuch ein Lehramtsamtsstudium am Pingtung Teachers College, der heutigen National Pingtung University of Education, welches sie 1995 mit einem Bachelor of Arts (BA) beendete. Ein darauf folgendes postgraduales Studium am Pingtung Teachers College im Fach Bildungspflicht schloss sie 1998 mit einem Master of Arts (MA Compulsory Education) ab. Sie war als Lehrerin an Grundschulen und Rektorin an der Taiwu Elementary School und der Timur Elementary School sowie als Leiterin des Amtes für Indigene Völker im Landkreis Pingtung beziehungsweise Leiterin des Kulturbüros dieses Landkreises während der Amtszeit des Magistrats Pan Men-an. Seit 2015 befindet sie sich in einem Promotionsstudium im Fach Bildungsverwaltung an der National Pingtung University.
Bei der Wahl des Legislativ-Yuans am 11. Januar 2020 wurde Wu Li-Hua für die DPP erstmals zum Mitglied des Legislativ-Yuan und wurde damit die erste Abgeordnete der DDP, die den Wahlkreis Highland Aborigine vertritt.
In der aktuellen Legislaturperiode (2020 bis 2024) des Legislativ-Yuan war sie Mitglied des Ausschusses für Bildung und Kultur (Education and Culture Committee) sowie für Verfassungszusätze (Constitutional Amendment Committee) und ist zurzeit Mitglied des Ausschusses für innere Verwaltung (Internal Administration Committee).